# Rugby 7 na igrzyskach boliwaryjskich
Rugby 7 na igrzyskach boliwaryjskich – międzynarodowe zawody w rugby 7 rozgrywane w ramach igrzysk boliwaryjskich.
W programie tej imprezy rugby 7 znajdowało się od XVII igrzysk rozegranych w Peru w 2013 roku.

## Klasyfikacja medalowa
| Klasyfikacja medalowa | Klasyfikacja medalowa | Klasyfikacja medalowa | Klasyfikacja medalowa | Klasyfikacja medalowa | Klasyfikacja medalowa |
| --------------------- | --------------------- | --------------------- | --------------------- | --------------------- | --------------------- |
| Miejsce               | Reprezentacja         | Złoto                 | Srebro                | Brąz                  | Razem                 |
| 1                     | Chile                 | 3                     | 0                     | 0                     | 3                     |
| 2                     | Kolumbia              | 2                     | 3                     | 1                     | 6                     |
| 3                     | Paragwaj              | 1                     | 2                     | 1                     | 4                     |
| 4                     | Wenezuela             | 0                     | 1                     | 2                     | 3                     |
| 5                     | Peru                  | 0                     | 0                     | 2                     | 2                     |

## Medaliści

### Mężczyźni
| Rok  | Miejsce         |       |          |           |
| ---- | --------------- | ----- | -------- | --------- |
| 2013 | Chiclayo        | Chile | Kolumbia | Paragwaj  |
| 2017 | Santa Marta     | Chile | Paragwaj | Kolumbia  |
| 2022 | Agustín Codazzi | Chile | Kolumbia | Wenezuela |

### Kobiety
| Rok  | Miejsce         |          |           |           |
| ---- | --------------- | -------- | --------- | --------- |
| 2013 | Chiclayo        | Kolumbia | Wenezuela | Peru      |
| 2017 | Santa Marta     | Kolumbia | Paragwaj  | Peru      |
| 2022 | Agustín Codazzi | Paragwaj | Kolumbia  | Wenezuela |